# 卡普廷庫克 (夏威夷州)
卡普廷庫克（英語：Captain Cook）是位於美國夏威夷州夏威夷縣的一個人口普查指定地區。

## 地理
卡普廷庫克的座標為19°29′54″N 155°54′15″W / 19.49833°N 155.90417°W，而該地最高點為海拔高度381米（即1250英尺）。

## 人口
根據2010年美國人口普查的數據，卡普廷庫克的面積為33.30平方千米，均為陸地。當地共有人口3429人，而人口密度為每平方千米102人。